# Hoveja
Hoveja (Kentija, lat. Howea), maleni rod vazdazelenog drveća iz porodice palmovki. Ime roda dolazi po otočju Lord Howe gdje je i raširen ovaj rod. 

## Vrste
1. Howea belmoreana (C.Moore & F.Muell.) Becc.
2. Howea forsteriana (F.Muell.) Becc.